# アポリネール・ヨアヒム・キレム・デ・タンベラ
アポリネール・ヨアヒム・キレム・デ・タンベラ（仏: Apollinaire Joachim Kyélem de Tambèla, 1958年 - ）は、ブルキナファソの政治家、弁護士、作家。2022年から2024年まで同国暫定首相を務めた。

## 経歴
1958年にガンズル県タンベラで誕生。ロメ大学やワガドゥグー大学などで教育を受けた。1983年にはフランスのニースに所在するニース・ソフィア＝アンティポリス大学で法学の学位を取得し、卒業。
1980年代にフランスの学生として、タンベラは革命後に大統領として改革を行うトーマス・サンカラを財政的に支援するために、ニースに革命防衛委員会(CDR)の支部を設立。共産主義学生連合としてブルキナファソ政府への批判も行ってきた。ニース大学卒業後はワガドゥグー控訴裁判所所属の弁護士となる。母校のワガドゥグー大学や国立行政治安学院では教授として教鞭を取っていた時期もある。
政界進出前は弁護士として働く傍、ラジオパーソナリティとして政府の批評を行った内容が現在も大衆に支持を得る一因となっている。
2022年10月21日、タンベラは軍事政権のトップであるイブラヒム・トラオレから暫定首相に任命される。任命直後、キエム・デ・タンベラ首相が行った政策は大統領と様々な大臣の給与の削減を推し進めることであった。タンベラが掲げた政策はサンカラが望んでいた改革の内容と重複している。率直な人格及び無派閥であったなどの理由でタンベラが選出されたとメディアは推測している。
首相就任後初の外交として、ブルキナファソを訪問したアリー・バーゲリーとの関係強化についての会談を行った。バーゲリーはモハンマド・モフベル第一副大統領（当時）がタンベラをイランへ招待したい意向と伝えた。
ブルキナファソと同様に軍事クーデターの勃発後、軍事政権によって支配された隣国のマリ共和国を訪れた。タンベラは、ブルキナファソとマリが連邦を形成することを約束している。
2023年にはニカラグアのダニエル・オルテガ主催のサンディニスタ革命44年記念式典に国賓として参列。
2024年12月6日、トラオレはタンベラの首相解任を発表した。

## 私生活
ブルキナファソの文化と政治に関する本を出版している他にテレビやラジオのパーソナリティとしても活動。タンベラは過激な性格であるとメディアは推測している。